# Erna Musik
Erna Musik (geboren 17. April 1921 in Wien; gestorben 8. März 2009 ebenda) war eine österreichische Widerstandskämpferin gegen den Nazifaschismus, Sozialdemokratin und Holocaust-Überlebende.

## Leben
Als sogenannte „Halbjüdin“ in Wien engagierte sich Erna Musik im österreichischen Widerstand gegen den Nationalsozialismus. Nach ihrer Festnahme durch die Gestapo wurde sie in die Konzentrationslager von Auschwitz und Ravensbrück deportiert, wo sie Lagerkameradin von Rosa Jochmann war.
Nachdem sie die Lagerjahre überleben konnte, kehrte sie im Jahre 1945 nach Wien zurück und unterstützte den Wiederaufbau der Sozialistischen Jugend und der SPÖ in Wien-Brigittenau.
Durch Restitution erhielt sie die durch die Nazis „arisierte“, elterliche Stickerei und Haushaltstextilerzeugung zurück, wurde Unternehmerin und engagierte sich im Freien Wirtschaftsverband. Aus dieser Position wurde Musik als erste Sozialdemokratin Fachgruppenvorsteherin in der Wirtschaftskammer. In Anerkennung ihrer Tätigkeit wurde ihr der Titel Kommerzialrat verliehen.
Seit der Nachkriegszeit war sie als Zeitzeugin der Konzentrationslager gefragte Ansprechpartnerin für Jugendliche. Im österreichischen Sozialministerium vertrat sie in der Opferfürsorgekommission die Interessen der Verfolgten des Naziregimes.

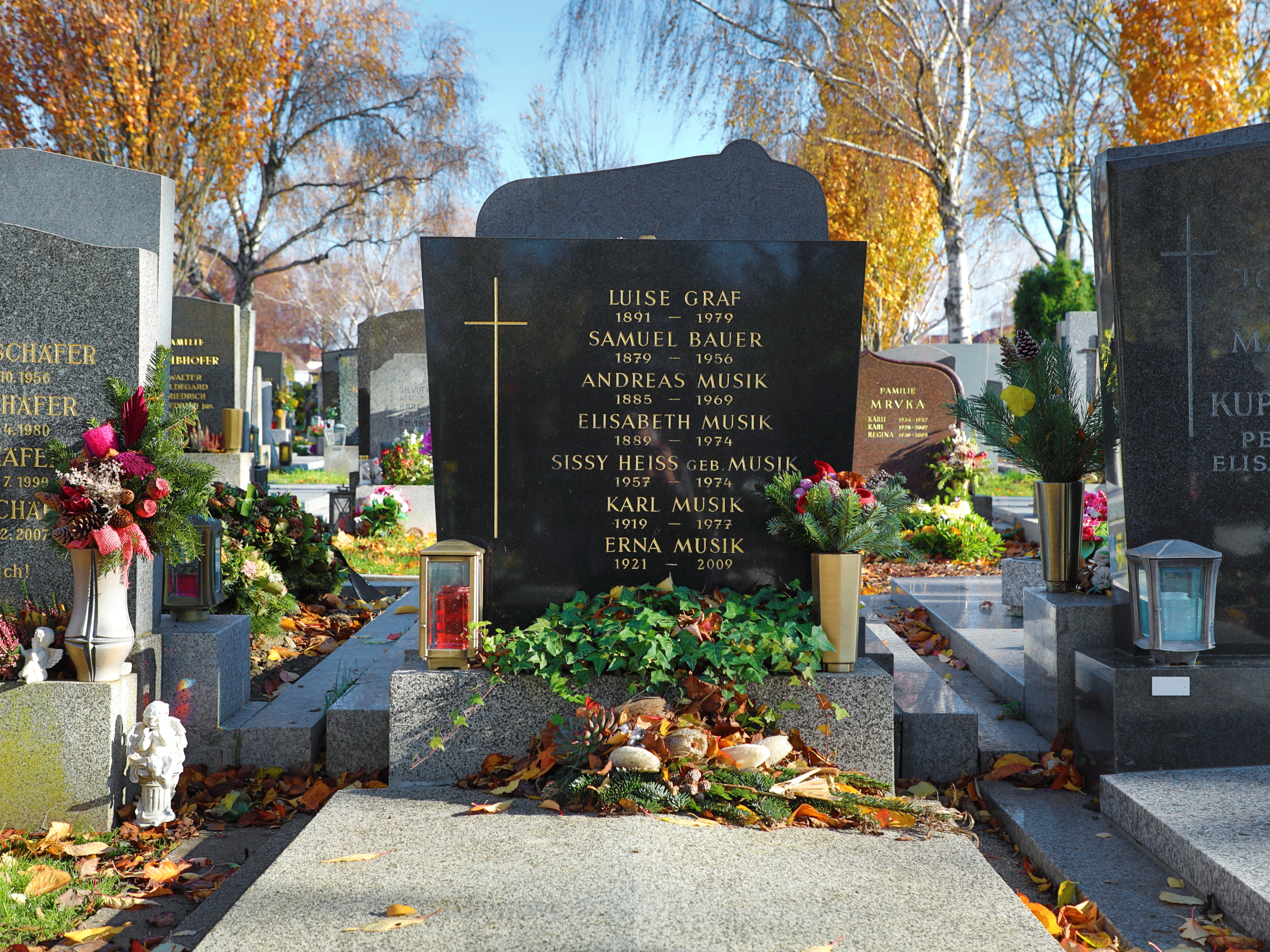
Grabstätte von Erna Musik

Erna Musik wurde am Stammersdorfer Zentralfriedhof (Gruppe 23, Reihe 7, Nummer 21) in Wien bestattet. Im Jahr 2014 wurde in Wien-Floridsdorf (21. Bezirk) die Erna-Musik-Gasse nach ihr benannt. 2018 wurde der Gemeindebau in der Klosterneuburgerstraße 99 (20. Bezirk Brigittenau) Erna-Musik-Hof benannt.

## Ehrungen
- Ehrenvorsitzende des Bundes Sozialdemokratischer FreiheitskämpferInnen
- Goldenes Ehrenzeichen der Stadt Wien
- Goldenes Ehrenzeichen für Verdienste um die Republik Österreich
- Ehrenzeichen für Verdienste um die Befreiung Österreichs